# Ivan Nazjivin
Ivan Fjodorovitj Nazjivin, född 1874, var en rysk författare.
Nazjivin var i yngre år en ivrig anhängare till Lev Tolstoj och utvecklade kristligt kommunistiska idéer men blev vid ryska revolutionens utbrott monarkistiskt sinnad och emigrerade. Nazjivin var produktiv som memoar- och romanförfattare. Hans Tolstojbiograf ifrån 1911 översattes 1927 till svenska under titeln Cor arden. Flera av hans romaner översattes till tyska, såsom Rasputin (1925) och Stepan Rasin (1927).